# Monte Lyell

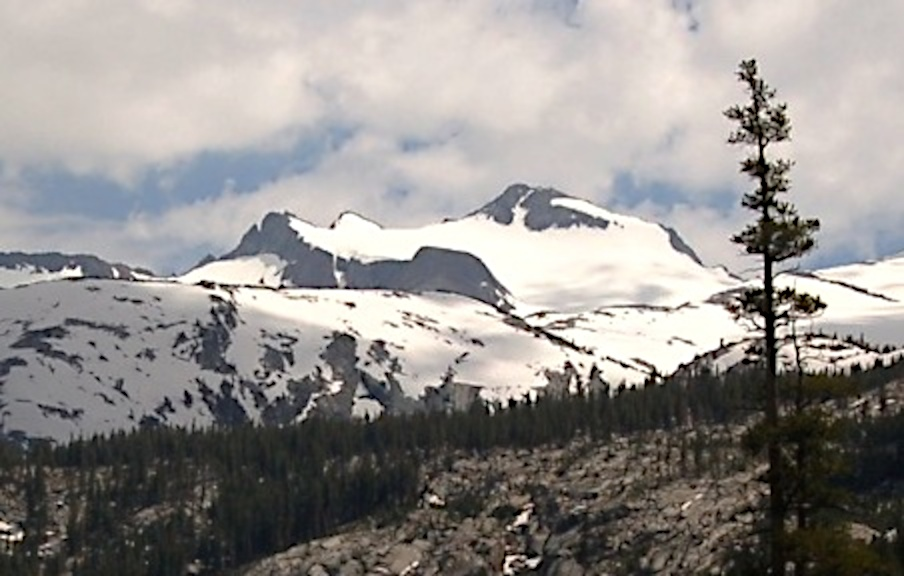
Monte Lyell, junho de 2005

O Monte Lyell (em inglês:  Mount Lyell) é o ponto mais alto do Parque Nacional de Yosemite, na Califórnia, Estados Unidos, com uma altitude de 3 997 metros acima do nível médio do mar. Localiza-se no extremo sudeste da Cathedral Range, 1,9 km a noroeste do Rodgers Peak. É no pico do monte Lyell que estão os maiores glaciares ainda restantes em Yosemite, o Glaciar Lyell e o vizinho Glaciar Maclure no Monte Maclure. O nome desta montanha provém de Charles Lyell, um renomado geólogo do século XIX.